# Clementine
Clementine 是一个跨平台的音乐播放器，可以运行在 GNU/Linux, Mac OS X 与 Windows 操作系统上。Clementine 的设计来源于较早的 Amarok 1.4。主程序在 GPLv3 下发布而一些插件则以专有许可发布。

## 功能
- 支持所有 GStreamer 所支持的格式
- 从 Spotify, Grooveshark, SomaFM, Magnatune, Jamendo, SKY.fm, Digitally Imported, JAZZRADIO.com, Soundcloud, Icecast 以及 Subsonic 收听在线广播[2]。
- 从 Box, Dropbox, Google Drive 以及 OneDrive 播放音乐[2]。
- 创建动态播放列表与智能播放列表[2]。
- 对 CUEsheet 的支持[2]。
- 由 projectM 提供的可视化支持[2]。
- 对标签式播放列表的支持以及将播放列表导出为 M3U, XSPF, PLS 以及 ASX 格式[2]。
- 对音频 CD 的支持[2]。
- 对歌词与音频文件内嵌专辑封面的支持[2]。
- 将音乐转码为 MP3, Ogg Vorbis, Ogg Speex, FLAC 或者 AAC[2]。
- 从 MusicBrainz 获取缺失的元数据[2]。
- 从 Amazon 或者 Last.fm 获取缺失的专辑封面[2]。
- 在 GNU/Linux 与 Mac OS X 上提供原生的桌面通知支持[2]。
- 支持发现与下载播客[2]。
- 通过 Android 设备，Wii 遥控器，MPRIS 或者命令行进行远程播放控制[2]。
- 将音乐传输到 iPod, MTP 兼容媒体播放器或者 USB 大容量存储器兼容的媒体播放器上[2]。
- 播放队列管理[2]。